# Puig Fabregar
El Puig Fabregar és una muntanya de 932 metres que es troba en el terme municipal de Sant Martí de Centelles, a la comarca d'Osona.
Està situat a la part central del terme, a migdia del petit nucli on hi ha l'església parroquial de Sant Martí de Centelles i el Castell de Centelles, al nord-est de la masia del Fabregar i al nord de la del Pou.